# Achill Island
Achill Island i grevskabet County Mayo er den største ø ud for Irlands vestkyst. Øen er meget bjergrig. Den har et areal på 146 km² og har 2700 indbyggere. Øen har en del turisme.